# Miroslav Milošević (Fußballspieler, 1985)
Miroslav „Miro“ Milošević (* 18. September 1985 in Salzburg) ist ein ehemaliger österreichischer Fußballspieler.

## Karriere
Milošević begann seine Karriere beim SV Grödig, ehe er mit 11 Jahren in die Jugendabteilung des SV Austria Salzburg wechselte. Dort spielte er in den Mannschaften des Bundesnachwuchszentrums, bis er 2004 den Sprung in die zweite Mannschaft schaffte. Nach der Übernahme des Vereins von Red Bull spielte Miro in der Herbstsaison 2005 für die Red Bull Juniors in der Regionalliga West und wechselte für das Frühjahr zum direkten Ligakonkurrenten SV Seekirchen 1945. Nach diesen beiden kurzen Stationen wechselte er zur Saison 2006/07 in die Steiermark zum Kapfenberger SV die zu diesem Zeitpunkt in der Ersten Liga spielten. 2008 schaffte Milošević mit den Falken den Aufstieg in die höchste österreichische Spielklasse. Sein Debüt in der Bundesliga gab er am 9. Juli 2008 gegen LASK Linz, worauf zwölf weitere Einsätze folgten. Zum Ende dieser Saison lief sein Vertrag bei den Steirern aus und er begab sich auf Vereinssuche. Miroslav erhielt Angebote aus der deutschen 3. Liga und der Schweizer Challenge League, schlug diese aber wegen höheren Gehaltsvorstellungen aus. Bis zur Winterpause blieb Miroslav letztlich vereinslos, bevor er schließlich im Januar 2010 bis Saisonende beim SV Grödig spielte, mit denen er den Aufstieg in die Erste Liga schaffte. Im Sommer 2010 war er vereinslos und nahm, um sich fit zu halten, mit der Mannschaft CF Absolut United aus Salzburg an Hobbyturnieren teil.
Ab Januar 2011 spielte er für den SC-ESV Parndorf 1919 in der Regionalliga Ost. Dort spielte zu diesem Zeitpunkt auch der sechs Monate jüngere Miroslav Milošević – ein Namensvetter, mit dem er jedoch in keinem näheren Verwandtschaftsverhältnis steht.
Ab Januar 2012 spielte er für den SV Austria Salzburg in der Regionalliga West.
Danach folgten der DSV Leoben, der SV Bad Ischl und der UFC SV Hallwang, bei dem er am Ende der Saison 2018/19 seine Karriere beendete.

## Erfolge
- 1× Meister Erste Liga (2. Liga): 2007/08
- 1× Meister Regionalliga West (3. Liga): 2009/10